# یاکوب بوهمه
یاکوب بوهمه (احتمالاً ۲۴ آوریل ۱۵۷۵- ۱۷ نوامبر ۱۶۲۴) عارف و خداشناس مسیحی آلمانی بود. او یک متفکر برجسته در سنت لوتری محسوب می‌شود و اولین کتاب او به نام ارورا باعث اعتراضاتی شد.
بوهمه تأثیر عمیقی در جنبش‌های بعدی فلسفی مانند ایدئالیسم آلمانی و رمانتیسیسم آلمان داشت. هگل از بوهمه به عنوان "اولین فیلسوف آلمانی" یاد می‌کند.

## زندگینامه
بوهمه در ٢٤ آوریل ١٥٧٥ در Alt Seidenberg (اکنون Stary Zawidów، لهستان)، روستایی در نزدیکی Görlitz در لوزاتیا بالا، قلمرو پادشاهی بوهمیا متولد شد. پدرش، جورج ویسن، لوتری بود، نسبتاً ثروتمند، اما به هر حال دهقان بود. بوهمه چهارمین فرزند از پنج فرزند بود. اولین شغل بوهمه، پسر گله ای بود. تصور می شد که او به اندازه کافی برای دامداری قوی نیست. هنگامی که ١٤ ساله بود، به عنوان شاگرد به سیدنبرگ فرستاده شد تا کفاش شود. شاگردی او در کفاشی سخت بود. او با خانواده ای غیر مسیحی زندگی می کرد که او را در معرض چالش‌های آن زمان قرار داد.او مرتباً دعا می‌کرد و کتاب مقدس و همچنین آثار رویاپردازانی مانند پاراسلسوس، وایگل و شوونکفلد را می‌خواند، اگرچه هیچ آموزش رسمی دریافت نکرد. پس از سه سال به عنوان شاگرد، بوهمه به سفر رفت. اگرچه مشخص نیست که او چقدر پیش رفت، حداقل به گورلیتز رسید. در سال ١٥٩٢ بوهمه از سالهای کارآموزی خود بازگشت. تا سال ١٥٩٩، بوهمه در ساختمان خود در گورلیتز استاد صنعت خود شد. در همان سال با کاترینا، دختر هانس کونتزشمان، قصاب در گورلیتز ازدواج کرد و او و کاترینا با هم صاحب چهار پسر و دو دختر شدند.    
مرشد بوهمه آبراهام بهم بود که با والنتین وایگل مکاتبه داشت. بوهمه به «کنوانسیون بندگان واقعی خدا» پیوست - یک گروه مطالعاتی محلی که توسط مارتین مولر سازماندهی شده بود. بوهمه در طول دوران جوانی خود تجربیات عرفانی زیادی داشت که در رؤیایی در سال ١٦٠٠ به اوج خود رسید زیرا روزی توجه خود را بر زیبایی بی نظیر پرتوی از نور خورشید که در ظرف اسپند منعکس می شد متمرکز کرد. او معتقد بود که این رؤیا ساختار معنوی جهان و همچنین رابطه بین خدا و انسان و خیر و شر را برای او آشکار می کند. در آن زمان او ترجیح داد که آشکارا از این تجربه صحبت نکند و ترجیح داد به کار خود ادامه دهد و خانواده تشکیل دهد.  
در سال ١٦١٠ بوهمه مکاشفه‌ی دیگری را تجربه کرد که در آن او وحدت کیهان را بیشتر درک کرد و این که او از خدا دعوت خاصی دریافت کرده بود.[نیازمند منبع] مغازه‌ی گورلیتز که در سال ١٦١٣ فروخته شد، به بوهمه این امکان را داده بود تا در سال ١٦١٠ خانه ای بخرد و در سال ١٦١٨ قسط‌های آن را بپردازد. بوهمه پس از اینکه در سال ١٦١٣ از تولید کفش دست کشید، برای مدتی دستکش های پشمی فروخت که باعث شد او مرتباً برای فروش اجناس خود از شهر پراگ دیدن کند.   